# Perilampella
Perilampella is een geslacht van vliesvleugeligen uit de familie Pteromalidae. De wetenschappelijke naam van dit geslacht is voor het eerst geldig gepubliceerd in 1915 door Girault & Dodd.

## Soorten
Het geslacht Perilampella omvat de volgende soorten:
- Perilampella acaciaediscoloris (Froggatt, 1892)
- Perilampella hecataeus (Walker, 1839)
- Perilampella nigrisetae (Girault, 1929)
- Perilampella pulchra (Girault, 1929)
- Perilampella raphidophorae Ferrière, 1929
- Perilampella scindapsi Ferrière, 1947